# Ghom (Provinz)

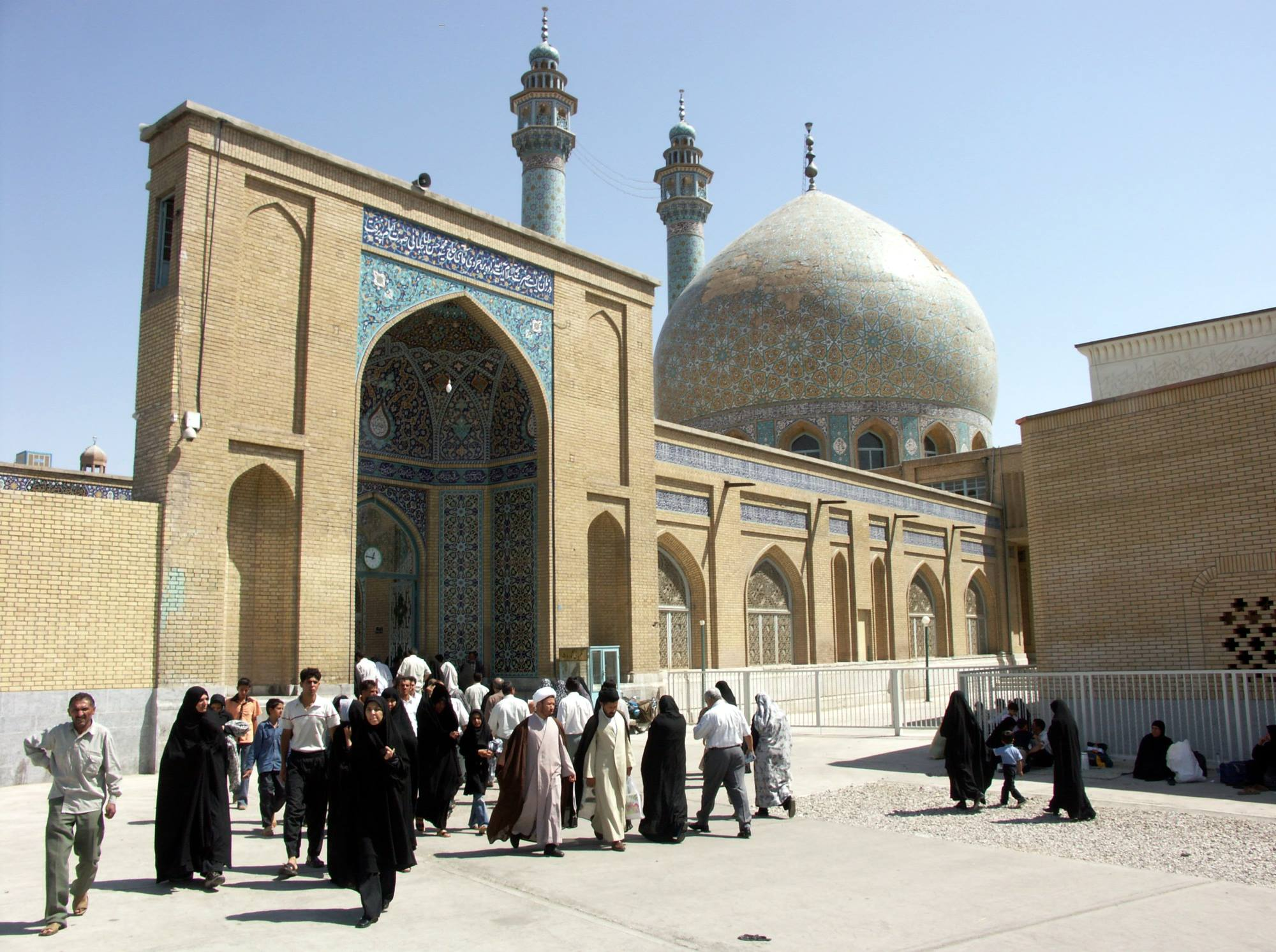
Hazrat-e-Masuma-Schrein in Ghom

Ghom bzw. Qom (persisch قم, DMG Qom) ist eine der 31 Provinzen des Iran. Sie liegt im Norden des Landes und hat die gleichnamige Stadt Ghom zur Hauptstadt.
In der Provinz leben 1.292.283 Menschen (Volkszählung 2016). Die Fläche der Provinz erstreckt sich auf 11.526 Quadratkilometer. Die Bevölkerungsdichte beträgt 90 Einwohner pro Quadratkilometer.

## Geschichte
Die Provinz Ghom wurde im Jahr 1995 gegründet, als ein Teil der Provinz Teheran abgespalten wurde.

## Sehenswürdigkeiten
Die Iranische Kulturerbe-Organisation (ICHO) verzeichnet in der Provinz Ghom 195 Orte von historischer und kultureller Bedeutung. Unter anderem zählen folgende Orte dazu:
- Höhlen von Kahak
- Höhlen von Vaschnuh
- Salzsee Howz e Soltan
- Großer Salzsee Namak
- Mar'aschi-Najafi-Bibliothek, mit über 500.000 handgeschriebenen Texten und Kopien.
- Astaneh-Moqaddaseh-Museum
- Ghom-Basar
- Feyzieh Seminary
- Hasrat-e-Masrumeh-Moschee
- Jamkaran-Moschee
- GhomJame'-Moschee
- Ghom-Atiq-Moschee
- A'zam-Moschee
- Schrein von Hazrat Masoumeh

## Verwaltungsgliederung
| Karte                                                           | Landkreis | Abkürzung      | Bezirk | Hauptort |
| --------------------------------------------------------------- | --------- | -------------- | ------ | -------- |
|                                                                 |           |                |        |          |
| Qom                                                             | Q         | Zentrum        | Qom    |          |
| Qom                                                             | j         | Jafar Abad     | Qom    |          |
| Qom                                                             | kh        | Khalajestan    | Qom    |          |
| Qom                                                             | n         | Nofel Loschato | Qom    |          |
| Qom                                                             | s         | Salafchegan    | Qom    |          |
| Nachbarprovinzen: E: Isfahan, M: Markazi, S: Semnan, T: Teheran |           |                |        |          |

## Wirtschaft
Spezialerzeugnisse sind Tonwaren, Glas und Baumwolltextilien; wichtige landwirtschaftliche Güter sind Getreide, Baumwolle, Obst, Nüsse und Mohn. In der Provinz befinden sich Erdgas- und Erdölfelder. In der Nähe der Stadt Ghom bei 34°39' nördlicher Breite und 50°54' östlicher Länge befindet sich ein Raketentestgelände des iranischen Militärs.

## Hochschulen
- Mofid University
- Islamic Azad University of Qom
- University of Qom
- Payam noor University of Qom

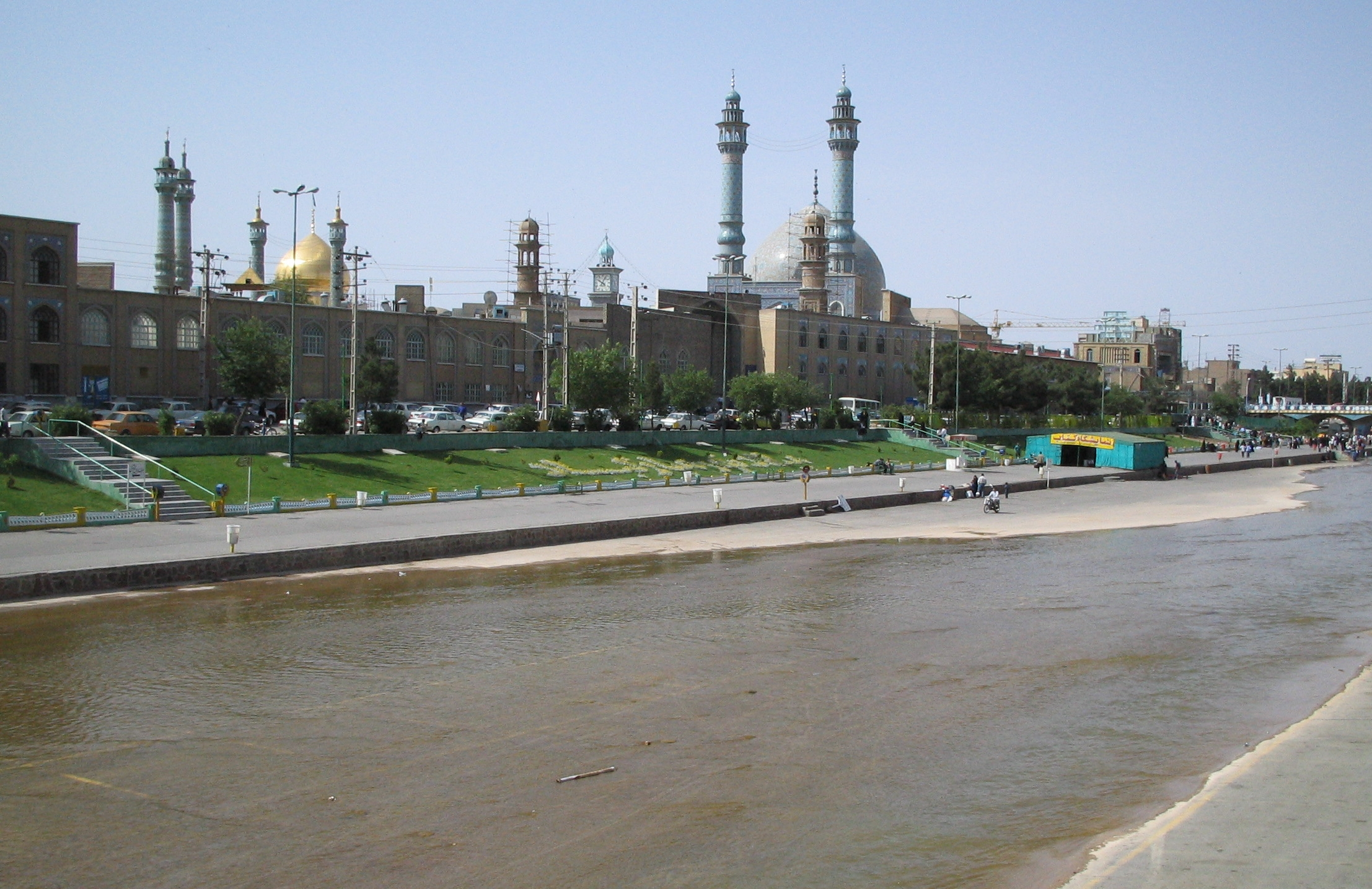
Die Hasrat-e-Masrumeh-Moschee in der Stadt Qom

- The Research Institute of Hawzeh va Daneshgah
- Computer Research Center of Islamic Sciences, Qom
- Imam Khomeini Education and Research Institute
- Qom University of Medical Sciences
- Fatemieh University of Medical Sciences
- Qom's Feyzieh Seminary